# Austrosaurus
Австрозавр (Austrosaurus, букв. «південний ящер») — викопний рід титанозаврів з формації Аллару ранньої крейди (112—105 мільйонів років тому) з центрально-західного Квінсленду в Австралії. 
Викопні знахідки вказують на висоту приблизно 3,9 метра в стегні та 4,1 метра в плечі, що давало б йому майже рівну спину. Грегорі С. Пол оцінює розмір його тіла у 20 метрів у довжину і 16 тонн у масі.

## Виноски
1. ↑  Paul, Gregory S. (2011). The Princeton Field Guide to Dinosaurs (англ.). Princeton University Press. с. 206. doi:10.1515/9781400836154. ISBN 978-0-691-13720-9.